# Idiocetus
Idiocetus és un gènere extint de cetacis de la família dels balènids que tingueren una àmplia distribució entre el Miocè superior i el Pliocè superior. Se n'han trobat restes fòssils a Montopoli in Val d'Arno (Itàlia) i Ajigasawa (Japó). Les espècies d'aquest grup eren igual de petites que la balena franca pigmea, el misticet més petit que viu avui en dia. Es caracteritzen per la forma de l'atles, que recorda una mica el dels seus parents propers del gènere Balaenotus, però amb diferències en la posició de les apòfisis transverses i la forma de l'os, més quadrada. El nom genèric Idiocetus significa ‘cetaci singular’.
La taxonomia d'aquest gènere és bastant discutida. Les espècies I. laxatus i I. longifrons han estat traslladades als gèneres Parietobalaena i Aglaocetus, respectivament, mentre que I. tsugarensis és un nomen dubium.